# Ruy Codo
Ruy Oswaldo Codo (Santa Gertrudes, 10 de setembro de 1929 – São Paulo, 3 de fevereiro de 2022) foi um advogado e político brasileiro. Foi deputado estadual pelo estado de São Paulo por dois mandatos e deputado federal entre 1975 e 1987.

## Carreira política
Filho de José Codo e Elvira Martins Codo, formou-se em Ciências Contábeis na Escola de Comércio Álvares Penteado, em 1949, tendo trabalhado como contador na década de 1950, tornando-se posteriormente dono de uma fábrica de lustres.
Sua carreira política teve início em 1964, quando tentou uma vaga de vereador na capital paulista pelo MTR (no ano seguinte, houve a eleição apenas para prefeito e vice), ficando como suplente e exercendo o mandato como titular durante alguns meses da legislatura seguinte. Com a extinção do MTR em 1965, migrou para o MDB e foi eleito deputado estadual com 10.190 votos na eleição de 1966, sendo reeleito em 1970.
Em 1974, Ruy Codo se elegeu para seu primeiro mandato como deputado federal, obtendo a vigésima posição entre os eleitos. Empossado em fevereiro de 1975, recebeu um convite da Universidade de Soka para realizar conferências em Tóquio e Osaka, no Japão. Um ano depois, visitou a Alemanha Ocidental e integrou também uma comitiva da Câmara Federal para uma missão oficial a Hong Kong, que na época era um território do Reino Unido.
Foi reeleito para mais dois mandatos como deputado federal em 1978 e 1982, sendo também um dos fundadores do PMDB. Em 1984, votou a favor da emenda Dante de Oliveira e não compareceu à votação no Colégio Eleitoral que elegeu Tancredo Neves para Presidente da República um ano depois. Ainda em 1985, deixou o PMDB e se filiou ao recém-fundado PL para disputar a prefeitura de São Paulo. Tendo Renato Baruffaldi como vice em sua chapa, Ruy Codo teve desempenho modesto nas urnas: foi o oitavo candidato mais votado, sendo lembrado por apenas 4.612 eleitores, e também chamou atenção no debate do primeiro turno promovido pela TV Globo São Paulo quando, incomodado com o tratamento promovido pela emissora aos candidatos "nanicos", deixou o estúdio juntamente com Francisco Rossi (PCN) e Rivailde Ovídio (PSC).
Suas últimas eleições foram pelo PTB: em 1986, perdeu a chance de conquistar o quarto mandato consecutivo de deputado federal, e em 1990, ficando como suplente em ambas.

## Prisão
Em setembro de 1991, o ex-deputado foi preso sob acusação de estelionato, apropriação indébita, formação de quadrilha e furto, quando administrava a administração na Casa de Davi (instituição para deficientes mentais carentes). Uma comissão de interventores criada pela Procuradoria Geral do Estado de São Paulo descobriu que ele nomeou sua esposa Arlete Gonçalves Codo e um de seus 3 filhos, José Côdo Neto, para cargos de chefia, desviando verbas destinadas à construção de uma praça poliesportiva e gastando o dinheiro da entidade no conserto de um ônibus de empresa de sua propriedade, na compra de dez linhas telefônicas que acabaram sendo instaladas em seu escritório e no custeio de atividades políticas e empresariais. 

## Morte
Ruy Codo faleceu em São Paulo, em 3 de fevereiro de 2022, aos 92 anos.